# Australien i olympiska sommarspelen 1904
Australien deltog med två deltagare vid de olympiska sommarspelen 1904 i Saint Louis. Ingen av landets deltagare erövrade någon medalj. Dock har det i efterhand visat sig att simmaren Frank Gailey var en australiensare som var bosatt i USA och han vann fyra medaljer i simning vilka alla räknades till USA av Internationella olympiska kommittén. Sen visade det sig att det var innan han flyttade till USA så därför räknas medaljerna till Australien nu.